# Баллиброфи
Баллиброфи (англ. Ballybrophy; ирл. Baile Uí Bhróithe, «таунленд О’Брофи») — деревня в Ирландии, находится в графстве Лиишь (провинция Ленстер).
Местная железнодорожная станция была открыта 1 сентября 1847 года.